# Psicología del aprendizaje
La psicología del aprendizaje es una rama de la psicología que estudia el proceso de aprendizaje de los animales humanos y no humanos.

## Características
Dentro de los enfoques en psicología que han definido o determinado la forma en que se aprende están: el conductual y el cognitivo.
- El enfoque conductual es el estudio de la relación funcional observable entre estímulos y respuestas; es una corriente de la psicología inaugurada por John B. Watson (1878-1958) e inicialmente basada en los descubrimientos en torno al condicionamiento clásico, que defiende el empleo del método científico y procedimientos estrictamente experimentales para estudiar la conducta de los organismos y niega toda posibilidad de utilizar los métodos subjetivos como la introspección. Existen una gama de autores que se han dedicado al estudio de la psicología del aprendizaje desde la perspectiva conductual, entre los más importantes están B.F. Skinner quien aportó al conductismo el condicionamiento operante,[1] mientras por su parte, Albert Bandura creó la teoría del aprendizaje por observación.

- El enfoque cognitivo, por su parte, está basado en los procesos que tienen lugar atrás de la conducta. Cambios observables que permiten conocer y entender que es lo que está pasando en la mente de la persona que se encuentra aprendiendo. Se dedica a la conceptualización de los procesos de aprendizaje y son las encargadas de que la información cumpla ciertos números de pasos importantes, como son: sea correctamente recibida, luego sea organizada y almacenada y luego sea vinculada. Para Piaget el desarrollo intelectual es un proceso que sigue un camino ordenado, sistemático y secuencial. Del enfoque cognitivo, en la psicología de la educación, David Ausubel es el autor de la teoría de aprendizaje significativo y Jerome Bruner es autor de la teoría de aprendizaje por descubrimiento.[2]

## Aprendizaje y educación
En la psicología de la educación y la pedagogía, las teorías que mayor aceptación han tenido conciben el acto de aprender desde una perspectiva integradora que implica modificar el sistema cognitivo, a través de cambios conductuales, generalmente permanentes.
Además de esta característica, juega una función de orientación dentro del proceso de enseñanza y aprendizaje, lo que equivale a decir que influye en el desenvolvimiento de los restantes elementos de este proceso, por ello cumple las funciones siguientes:
- Es el elemento didáctico en el que se plasma y se concreta la intencionalidad educativa.
- Influye en el comportamiento del resto de los componentes y estos en relación de subordinación y coordinación influyen sobre el mismo.
- Orienta la actividad de profesores y estudiantes, pues al especificar el fin a lograr guía la estructuración del proceso para lograrlo y hasta que nivel llegar en el desarrollo previsto.
- Constituye un criterio de valoración de la efectividad o calidad del proceso, pues permite, en unión de otras determinaciones procedentes de la práctica, evaluar las acciones logradas en los estudiantes, la propia actividad del profesor y la programación previamente planificada en su proceso de realización y comparar la diferencia alcanzada entre el nivel de entrada y salida de los estudiantes.[4]